# Stelis molleturoi
Stelis molleturoi är en orkidéart som först beskrevs av Carlyle August Luer och Dodson, och fick sitt nu gällande namn av Alec M. Pridgeon och Mark W. Chase. Stelis molleturoi ingår i släktet Stelis och familjen orkidéer. Inga underarter finns listade i Catalogue of Life.